# Aetheomorpha pallida
Aetheomorpha pallida es un coleóptero de la familia Chrysomelidae.
Fue descrita científicamente por primera vez en 1975 por Medvedev.